# Campionati europei di sollevamento pesi 2002
I Campionati europei di sollevamento pesi 2002, 83ª edizione maschile e 15ª femminile della manifestazione, si sono svolti dal 23 al 28 aprile ad Adalia, in Turchia.
In base alle variazioni avvenute nel corso del suo svolgimento, l'edizione è conteggiata come:
- la 61ª effettivamente organizzata;
- la 81ª secondo la numerazione della EWF;
- la 83ª secondo la numerazione della IWF.

## Squalifiche
Aleksandra Klejnowska e Dominika Misterska l'11 aprile 2002 risultarono positive a un test antidoping effettuato durante un allenamento dall'Agenzia Mondiale Antidoping.
Entrambe presentarono ricorso, e parteciparono ai campionati europei dove si classificarono rispettivamente al primo posto nei pesi leggeri (fino a 58 kg.) e al quinto posto nei pesi medi (fino a 63 kg.).
Sette mesi dopo la conclusione dei campionati, il 17 novembre 2002, il Consiglio Esecutivo dell'IWF decise di squalificarle per due anni, nonostante la Procura Nazionale avesse fornito prove che il materiale non fosse dopante. Vennero tolte dalla classifica e le medaglie furono riassegnate.

## Titoli in palio
Sono stati assegnati 15 titoli nel totale dell'esercizio (45 considerando anche le due specialità, lo strappo e lo slancio) in 8 categorie maschili e 7 femminili, sotto elencate.
Categorie maschili
| Categoria            | Eventi         | Atl. |
| -------------------- | -------------- | ---- |
| Pesi gallo           | Fino a 56 kg   | 8    |
| Pesi piuma           | Fino a 62 kg   | 10   |
| Pesi leggeri         | Fino a 69 kg   | 16   |
| Pesi medi            | Fino a 77 kg   | 14   |
| Pesi massimi leggeri | Fino a 85 kg   | 11   |
| Pesi mediomassimi    | Fino a 94 kg   | 18   |
| Pesi massimi         | Fino a 105 kg  | 19   |
| Pesi supermassimi    | Oltre i 105 kg | 16   |

Categorie femminili
| Categoria            | Eventi        | Atl. |
| -------------------- | ------------- | ---- |
| Pesi gallo           | Fino a 48 kg  | 10   |
| Pesi piuma           | Fino a 53 kg  | 9    |
| Pesi leggeri         | Fino a 58 kg  | 11   |
| Pesi medi            | Fino a 63 kg  | 9    |
| Pesi massimi leggeri | Fino a 69 kg  | 14   |
| Pesi massimi         | Fino a 75 kg  | 10   |
| Pesi supermassimi    | Oltre i 75 kg | 9    |

## Nazioni partecipanti
Le nazioni che hanno partecipato ai campionati furono 31 per un totale di 184 partecipanti (112 atleti e 72 atlete). Tra parentesi i partecipanti per nazione.
- Albania  (8)
- Austria  (3)
- Azerbaigian  (5)
- Belgio  (1)
- Bielorussia  (6)
- Bulgaria  (15)
- Cipro  (1)
- Danimarca  (1)
- Estonia  (2)
- Finlandia  (4)
- Francia  (6)
- Georgia  (2)
- Germania  (4)
- Grecia  (10)
- Israele  (1)
- Italia  (8)
- Moldavia  (3)
- Norvegia  (2)
- Paesi Bassi  (1)
- Polonia  (13)
- Regno Unito  (14)
- Rep. Ceca  (5)
- Romania  (6)
- Russia  (14)
- Slovacchia  (4)
- Spagna  (9)
- Svezia  (2)
- Svizzera  (2)
- Turchia  (15)
- Ucraina  (6)
- Ungheria  (11)

## Risultati
Sono stati stabiliti un record mondiale juniores (Under-20), e quattro record europei senior, due nel totale dell'esercizio e tre nelle singole specialità, tutti nelle categorie femminili. Inizialmente, anche Aleksandra Klejnovska stabilì un record europeo senior nello slancio, tolto in seguito dalla squalifica.

### Categorie maschili
| Evento                       | Oro                 | Oro                | Argento            | Argento            | Bronzo              | Bronzo             |
| Pesi gallo — 56 kg           | Pesi gallo — 56 kg  | Pesi gallo — 56 kg | Pesi gallo — 56 kg | Pesi gallo — 56 kg | Pesi gallo — 56 kg  | Pesi gallo — 56 kg |
| ---------------------------- | ------------------- | ------------------ | ------------------ | ------------------ | ------------------- | ------------------ |
| Strappo                      | Vitalij Dzerbjanëŭ  | 125,0 kg           | Sedat Artuç        | 122,5 kg           | Igor Grabucea       | 122,5 kg           |
| Slancio                      | Vitalij Dzerbjanëŭ  | 152,5 kg           | Sedat Artuç        | 145,0 kg           | Adrian Jigău        | 145,0 kg           |
| Totale                       | Vitalij Dzerbjanëŭ  | 277,5 kg           | Sedat Artuç        | 267,5 kg           | Igor Grabucea       | 267,5 kg           |
| Pesi piuma — 62 kg           |                     |                    |                    |                    |                     |                    |
| Strappo                      | Leonidas Sabanis    | 140,0 kg           | Elxan Süleymanov   | 132,5 kg           | Oleksandr Lichval'd | 132,5 kg           |
| Slancio                      | Stefan Georgiev     | 167,5 kg           | Leonidas Sabanis   | 165,0 kg           | Mücahit Yağcı       | 162,5 kg           |
| Totale                       | Leonidas Sabanis    | 305,0 kg           | Stefan Georgiev    | 297,5 kg           | Oleksandr Lichval'd | 292,5 kg           |
| Pesi leggeri — 69 kg         |                     |                    |                    |                    |                     |                    |
| Strappo                      | Gălăbin Boevski     | 160,0 kg           | Reyhan Arabacıoğlu | 150,0 kg           | Giōrgos Tzelilīs    | 150,0 kg           |
| Slancio                      | Gălăbin Boevski     | 190,0 kg           | Giōrgos Tzelilīs   | 182,5 kg           | Ekrem Celil         | 180,0 kg           |
| Totale                       | Gălăbin Boevski     | 350,0 kg           | Giōrgos Tzelilīs   | 332,5 kg           | Reyhan Arabacıoğlu  | 330,0 kg           |
| Pesi medi — 77 kg            |                     |                    |                    |                    |                     |                    |
| Strappo                      | Georgi Markov       | 167,5 kg           | Mehmet Yılmaz      | 165,0 kg           | Oleg Perepečënov    | 165,0 kg           |
| Slancio                      | Zlatan Vanev        | 207,5 kg           | Georgi Markov      | 200,0 kg           | Mehmet Yılmaz       | 195,0 kg           |
| Totale                       | Georgi Markov       | 367,5 kg           | Zlatan Vanev       | 362,5 kg           | Mehmet Yılmaz       | 360,0 kg           |
| Pesi massimi leggeri — 85 kg |                     |                    |                    |                    |                     |                    |
| Strappo                      | Giorgi Asanidze     | 175,0 kg           | Mariusz Rytkowski  | 172,5 kg           | Christos Spyrou     | 170,0 kg           |
| Slancio                      | Mariusz Rytkowski   | 207,5 kg           | Giorgi Asanidze    | 205,0 kg           | Valeriu Calancea    | 205,0 kg           |
| Totale                       | Giorgi Asanidze     | 380,0 kg           | Mariusz Rytkowski  | 380,0 kg           | Aslambek Ėdiev      | 367,5 kg           |
| Pesi mediomassimi — 94 kg    |                     |                    |                    |                    |                     |                    |
| Strappo                      | Aleksej Petrov      | 185,0 kg           | Milen Dobrev       | 182,5 kg           | Nizami Paşayev      | 180,0 kg           |
| Slancio                      | Vadim Vacarciuc     | 217,5 kg           | Milen Dobrev       | 215,0 kg           | Nizami Paşayev      | 215,0 kg           |
| Totale                       | Aleksej Petrov      | 400,0 kg           | Milen Dobrev       | 397,5 kg           | Nizami Paşayev      | 395,0 kg           |
| Pesi massimi — 105 kg        |                     |                    |                    |                    |                     |                    |
| Strappo                      | Viačeslav Ivanovski | 190,0 kg           | Denys Hotfrid      | 187,5 kg           | Alan Cagaev         | 185,0 kg           |
| Slancio                      | Alan Cagaev         | 235,0 kg           | Bünyamin Sudaş     | 232,5 kg           | Denys Hotfrid       | 230,0 kg           |
| Totale                       | Alan Cagaev         | 420,0 kg           | Denys Hotfrid      | 417,5 kg           | Bünyamin Sudaş      | 417,5 kg           |
| Pesi supermassimi — +105 kg  |                     |                    |                    |                    |                     |                    |
| Strappo                      | Roman Mečtčeriakov  | 207,5 kg           | Ronny Weller       | 202,5 kg           | Siarhei Karasiou    | 190,0 kg           |
| Slancio                      | Ronny Weller        | 247,5 kg           | Paweł Najdek       | 245,0 kg           | Oleksij Kolokol'cev | 240,0 kg           |
| Totale                       | Ronny Weller        | 450,0 kg           | Paweł Najdek       | 430,0 kg           | Oleksij Kolokol'cev | 427,5 kg           |

### Categorie femminili
| Evento                       | Oro                | Oro                | Argento            | Argento            | Bronzo               | Bronzo             |
| Pesi gallo — 48 kg           | Pesi gallo — 48 kg | Pesi gallo — 48 kg | Pesi gallo — 48 kg | Pesi gallo — 48 kg | Pesi gallo — 48 kg   | Pesi gallo — 48 kg |
| ---------------------------- | ------------------ | ------------------ | ------------------ | ------------------ | -------------------- | ------------------ |
| Strappo                      | Olena Zinovijeva   | 80,0 kg            | Nurcan Taylan      | 77,5 kg            | Svetlana Ul'janova   | 77,5 kg            |
| Slancio                      | Olena Zinovijeva   | 97,5 kg            | Svetlana Ul'janova | 95,0 kg            | Nurcan Taylan        | 90,0 kg            |
| Totale                       | Olena Zinovijeva   | 177,5 kg           | Svetlana Ul'janova | 172,5 kg           | Nurcan Taylan        | 167,5 kg           |
| Pesi piuma — 53 kg           |                    |                    |                    |                    |                      |                    |
| Strappo                      | Aylin Daşdelen     | 92,5 kg            | Emine Bilgin       | 80,0 kg            | Estefanía Juan Tello | 80,0 kg            |
| Slancio                      | Aylin Daşdelen     | 112,5 kg           | Emine Bilgin       | 105,0 kg           | Anikó Ajkay          | 105,0 kg           |
| Totale                       | Aylin Daşdelen     | 205,0 kg           | Emine Bilgin       | 185,0 kg           | Anikó Ajkay          | 180,0 kg           |
| Pesi leggeri — 58 kg         |                    |                    |                    |                    |                      |                    |
| Strappo                      | Henrietta Ráki     | 92,5 kg            | Marieta Gotfryd    | 90,0 kg            | Döndü Ay             | 90,0 kg            |
| Slancio                      | Neli Jankova       | 117,5 kg           | Henrietta Ráki     | 112,5 kg           | Marieta Gotfryd      | 110,0 kg           |
| Totale                       | Neli Jankova       | 205,0 kg           | Henrietta Ráki     | 205,0 kg           | Marieta Gotfryd      | 200,0 kg           |
| Pesi medi — 63 kg            |                    |                    |                    |                    |                      |                    |
| Strappo                      | Anastasia Tsakirī  | 105,0 kg           | Natalija Skakun    | 105,0 kg           | Ol'ha Obrezkova      | 102,5 kg           |
| Slancio                      | Natalija Skakun    | 135,0 kg           | Anastasia Tsakirī  | 125,0 kg           | Gergana Kirilova     | 120,0 kg           |
| Totale                       | Natalija Skakun    | 240,0 kg           | Anastasia Tsakirī  | 230,0 kg           | Gergana Kirilova     | 217,5 kg           |
| Pesi massimi leggeri — 69 kg |                    |                    |                    |                    |                      |                    |
| Strappo                      | Valentina Popova   | 112,5 kg           | Svetlana Chabirova | 107,5 kg           | Rumjana Petkova      | 92,5 kg            |
| Slancio                      | Valentina Popova   | 140,0 kg           | Svetlana Chabirova | 140,0 kg           | Maria Tatsī          | 122,5 kg           |
| Totale                       | Valentina Popova   | 252,5 kg           | Svetlana Chabirova | 247,5 kg           | Maria Tatsī          | 212,5 kg           |
| Pesi massimi — 75 kg         |                    |                    |                    |                    |                      |                    |
| Strappo                      | Şule Şahbaz        | 112,5 kg           | Aysel Özgür        | 110,0 kg           | Venera Mannanova     | 110,0 kg           |
| Slancio                      | Şule Şahbaz        | 137,5 kg           | Aysel Özgür        | 130,0 kg           | Ilona Dankó          | 110,0 kg           |
| Totale                       | Şule Şahbaz        | 245,0 kg           | Aysel Özgür        | 240,0 kg           | Ilona Dankó          | 235,0 kg           |
| Pesi supermassimi — +75 kg   |                    |                    |                    |                    |                      |                    |
| Strappo                      | Agata Wróbel       | 127,5 kg           | Al'bina Chomič     | 125,0 kg           | Viktória Varga       | 120,0 kg           |
| Slancio                      | Derya Açıkgöz      | 155,0 kg           | Viktória Varga     | 155,0 kg           | Agata Wróbel         | 155,0 kg           |
| Totale                       | Agata Wróbel       | 282,5 kg           | Viktória Varga     | 275,0 kg           | Al'bina Chomič       | 270,0 kg           |

## Medagliere

### Grandi (totale)
Riferito al totale dell'esercizio.
| Posiz.              | Nazione             | Oro | Argento | Bronzo | Totale |
| ------------------- | ------------------- | --- | ------- | ------ | ------ |
| 1                   | Bulgaria            | 4   | 3       | 1      | 8      |
| 2                   | Turchia             | 2   | 3       | 4      | 9      |
| 3                   | Russia              | 2   | 2       | 2      | 6      |
| 4                   | Ucraina             | 2   | 1       | 2      | 5      |
| 5                   | Grecia              | 1   | 2       | 1      | 4      |
| 5                   | Polonia             | 1   | 2       | 1      | 4      |
| 7                   | Bielorussia         | 1   | 0       | 0      | 1      |
| 7                   | Georgia             | 1   | 0       | 0      | 1      |
| 7                   | Germania            | 1   | 0       | 0      | 1      |
| 10                  | Ungheria            | 0   | 2       | 2      | 4      |
| 11                  | Azerbaigian         | 0   | 0       | 1      | 1      |
| 11                  | Moldavia            | 0   | 0       | 1      | 1      |
| Totale (12 nazioni) | Totale (12 nazioni) | 15  | 15      | 15     | 45     |

### Grandi (totale) e Piccole (Strappo e Slancio)
Riferito al totale dell'esercizio e delle due specialità.
| Posiz.              | Nazione             | Oro | Argento | Bronzo | Totale |
| ------------------- | ------------------- | --- | ------- | ------ | ------ |
| 1                   | Bulgaria            | 11  | 6       | 4      | 21     |
| 2                   | Turchia             | 7   | 13      | 9      | 29     |
| 3                   | Russia              | 7   | 6       | 6      | 19     |
| 4                   | Ucraina             | 5   | 3       | 5      | 13     |
| 5                   | Grecia              | 3   | 5       | 4      | 12     |
| 6                   | Polonia             | 3   | 5       | 3      | 11     |
| 7                   | Bielorussia         | 3   | 0       | 1      | 4      |
| 8                   | Germania            | 2   | 1       | 0      | 3      |
| 8                   | Georgia             | 2   | 1       | 0      | 3      |
| 10                  | Ungheria            | 1   | 4       | 5      | 10     |
| 11                  | Moldavia            | 1   | 0       | 2      | 3      |
| 12                  | Azerbaigian         | 0   | 1       | 3      | 4      |
| 13                  | Romania             | 0   | 0       | 2      | 2      |
| 14                  | Spagna              | 0   | 0       | 1      | 1      |
| Totale (14 nazioni) | Totale (14 nazioni) | 45  | 45      | 45     | 135    |

## Classifica a squadre

### Sistema di punteggio
Il sistema di punteggio è indicato dalla sommatoria dell'esercizio totale e delle due specialità in base allo schema adottato nel 1996:

### Categorie maschili
| Pos. | Squadra     | Punti |
| ---- | ----------- | ----- |
| 1    | Bulgaria    | 599   |
| 2    | Turchia     | 486   |
| 3    | Russia      | 368   |
| 4    | Polonia     | 367   |
| 5    | Albania     | 298   |
| 6    | Romania     | 289   |
| 7    | Italia      | 282   |
| 8    | Ungheria    | 274   |
| 9    | Grecia      | 273   |
| 10   | Bielorussia | 263   |
| 11   | Regno Unito | 253   |
| 12   | Azerbaigian | 232   |
| 13   | Ucraina     | 208   |
| 14   | Moldavia    | 202   |
| 15   | Germania    | 199   |
| 16   | Rep. Ceca   | 185   |
| 17   | Francia     | 163   |
| 18   | Georgia     | 122   |
| 19   | Spagna      | 116   |
| 20   | Slovacchia  | 115   |
| 21   | Austria     | 92    |
| 22   | Finlandia   | 83    |
| 23   | Norvegia    | 77    |
| 24   | Belgio      | 61    |
| 25   | Svizzera    | 59    |
| 26   | Estonia     | 55    |
| 27   | Svezia      | 49    |
| 28   | Cipro       | 47    |

### Categorie femminili
| Pos. | Squadra     | Punti |
| ---- | ----------- | ----- |
| 1    | Turchia     | 522   |
| 2    | Russia      | 496   |
| 3    | Polonia     | 466   |
| 4    | Bulgaria    | 362   |
| 5    | Regno Unito | 347   |
| 6    | Ungheria    | 343   |
| 7    | Spagna      | 338   |
| 8    | Grecia      | 304   |
| 9    | Ucraina     | 229   |
| 10   | Francia     | 124   |
| 11   | Italia      | 118   |
| 12   | Finlandia   | 115   |
| 13   | Bielorussia | 108   |
| 14   | Slovacchia  | 105   |
| 15   | Germania    | 60    |
| 16   | Austria     | 59    |
| 17   | Romania     | 57    |
| 18   | Rep. Ceca   | 54    |
| 19   | Israele     | 50    |
| 20   | Paesi Bassi | 47    |
| 21   | Danimarca   | 46    |